# Nomos Rodopi

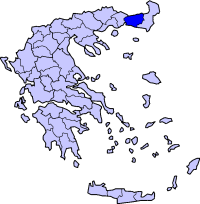
Prefektura Rodopi na mapie Grecji

Rodopi (gr. Ροδόπη) – dawna prefektura w Grecji, w regionie administracyjnym Macedonia Wschodnia i Tracja, ze stolicą w Komotini. Od 2011 r. jej miejsce zajmuje jednostka regionalna Rodopy. Graniczyła od wschodu z prefekturą Ewros, od zachodu z prefekturą Ksanti, od północy z obwodem Kyrdżali w Bułgarii, od południa ograniczona przez Morze Egejskie. Powierzchnia prefektury wynosiła 2,543 km², w 2005 roku zamieszkiwały ją 112 883 osoby.
Szczególne stosunki narodowościowe:
Mimo utrzymującej się lokalnej, grecko-tureckiej nieufności, wywoływanej zewnętrzne, tereny prefektur Ksanti, Rodopi i Ewros często wymieniane są jako przykład bardzo zgodnego współżycia i idealnego sąsiedztwa różnych narodowości oraz wyznań. Aktualnie, prócz prawosławnych Greków, zamieszkuje tu około 130 tysięcy muzułmanów, w tym duża i bardzo aktywna politycznie mniejszość turecka, dysponująca własnym szkolnictwem podstawowym i średnim, nawet własną bankowością, wspieraną przez sąsiednią Turcję i dużym udziałem swych przedstawicieli w miejscowych władzach administracyjnych. Prócz tego mieszka tu co najmniej 50 tysięcy Pomaków, przez Greków uznawanych za oddzielne, autochtoniczne plemię o cechach odrębnego narodu i zawsze dobrych sąsiadów. Do lat 20. XX wieku zamieszkiwało tu także wielu Bułgarów. Bułgarzy opuścili te ziemie stopniowo, w drodze przesiedleń, zorganizowanych po Traktacie Lozańskim, pod kontrolą Ligi Narodów.
Natomiast okres wcielenia tych ziem do Bułgarii, w trakcie II Wojny światowej, jest tu wspominany dramatycznie.